# Concilia
Concilium (meervoud concilia) is het Latijnse woord voor vergadering. Daarvan is ook het woord concilie afgeleid. 
De term concilia werd in de Romeinse oudheid gebruikt voor de volgende technische termen:
- concilia plebis;
- concilia provinciae..